# 緊急事態宣言 (映画)
『緊急事態宣言』（きんきゅうじたいせんげん）は、2020年8月28日からAmazon Prime Videoで配信された全5作品で構成されたオムニバス映画。中野量太、園子温、非同期テック部（ムロツヨシ、真鍋大度、上田誠）、三木聡、真利子哲也が監督を務め、新型コロナウイルス感染症（COVID-19）流行に伴い発令された緊急事態宣言とともに発生した生活の変化をそれぞれの視点から見て、作品を制作した。

## 作品

### ※ 出典：[2]
| 話数  | 作品名         | 出演者                                                  | 監督                                          |
| ----- | -------------- | ------------------------------------------------------- | --------------------------------------------- |
| 第1話 | デリバリー2020 | 渡辺真起子、岸井ゆきの、青木柚                          | 中野量太                                      |
| 第2話 | 孤独な19時     | 斎藤工、田口主将、中條サエ子 関幸治、輝有子、鈴木ふみ奈 | 園子温                                        |
| 第3話 | DEEPMURO       | ムロツヨシ、柴咲コウ、きたろう、阿佐ヶ谷姉妹            | 非同期テック部 （ムロツヨシ 真鍋大度 上田誠） |
| 第4話 | ボトルメール   | 夏帆、ふせえり、松浦祐也、長野克弘、麻生久美子          | 三木聡                                        |
| 第5話 | MAYDAY         | 各国の人々 （日本パート）岩瀬亮、内田慈                 | 真利子哲也                                    |

## あらすじ

### デリバリー2020
新型コロナウイルス（COVID-19）の影響により離れ離れに暮らす家族が「家族の誕生日には全員で祝うこと」のルールにのっとり、オンラインでそれぞれの居住地に集まった。父親は午後8時に帰宅予定だという。しかし、このオンラインでの集まりは毎年の恒例行事とは事を異にするものであった。

### 孤独な19時
COVID-19が収束してから現れた凶暴なウイルスにより、日本は更に厳しい自粛生活を余儀なくされていた。COVID-19発生時には2メートルのソーシャルディスタンスを保つ必要があったのだが、COVID-19より更に凶暴なウイルスでは50メートル以上のソーシャルディスタンスを保たなければならなかった。音巳は生まれてこのかた一度も外に出たことがない。そんな中、ある日外から奇妙な音がするのを耳にした音巳は生まれて初めて外に出てみる。

### DEEPMURO
俳優のムロツヨシは念願だった柴咲コウとの恋愛ドラマの撮影に臨んでいた。しかし、どうもムロの様子がいつもと違うことに気づいた柴咲は心配してムロに声をかけてみる。そんな時にふいに扉が開き、そこから思いもよらぬ人物が姿を見せた。

### ボトルメール
COVID-19の第2波が発生する少し前、不倫を起こして仕事を失ってしまった女優の鈴音に何とも不思議なメールが届く。メールの指示に従い、新作映画の主演オーディションを受けて見事に主役の座を射止めた鈴音はリモートで監督からの演技指導を受けることになった。

### MAYDAY
2020年5月。世界各国ではCOVID-19により緊急事態宣言が出され、人々はそれぞれに自粛生活を送っていた。たとえ環境や状況が異なろうとも同じ地球という星に住む者同士は日本時間の午後7時にも思い思いの生活を送っていた。

## コメント（抜粋）
※ 出典：

### 監督
中野量太
コロナ禍という非常事態の中で一体何が自分に撮れるのかと考えたら、やはり自分には家族しかないという結論に至った。
園子温
現状が「フィクションのような時代」に、頭を正常に保つためには映画を作り続けることが必要だ。
ムロツヨシ（主演兼任）
緊急事態宣言を受けた形で非同期テック部は始まった。今できることをすべて詰め込み辿り着いたのがこの映画である。
真鍋大度
人の心や表情を動かすのは何かをDEEPなムロさんを見て色々と考えた。
上田誠
少しだけ胸がざわつくようなテックを使った。勇気を持ってこの作品に挑んでくれた俳優陣に感謝。
三木聡
ギャグには左も右もないけれど、今回の映画は少し左寄りな感じ。
真利子哲也
コロナ禍における2020年5月に頂いたビデオレターをきっかけに色んな考えが浮かんだ。些細なことかもしれないが、各国の人々と日本人とを繋いだこの映画には言い知れぬ驚きと発見があるように思う。

### 出演者
渡辺真起子（デリバリー2020）
どんな状況であろうとも中野量太監督の歩む道は変わらない。私は監督が信じた道を歩む姿を見ているのが好きなのだ。撮影を終えて感じたのはやはり家族とはいいものだなということ。
岸井ゆきの（デリバリー2020）
居る場所は違ってでも同じ何かを待っている家族に何が届くのかを観ていただきたい。
斎藤工（孤独な19時）
この混沌とした時代、そして様々な災害や疫病、それに伴う暗闇が横行する中で果たして映画には光を与える力があるのかという僕の問いに対して園子温監督が明確な答えを出してくれたと思う。
柴咲コウ（DEEPMURO）
ムロさんとのラブストーリーと聞いて喜んで撮影に臨んだのだが、まさかあんなことが起こるとは。
夏帆（ボトルメール）
自粛明けのプランクがある中での撮影はハードだった。今だからこそ作れた作品だろうと思う。是非楽しんでいただければ幸いである。
ふせえり（ボトルメール）
この作品は三木監督の作品の中でもかなりぶっ飛んでいるので真面目に観ようとは思わないでほしい。私もバカパワーでなんとか乗り切った。
岩瀬亮（MAYDAY）
隣の人、遠くの人、知っている人、知らない人などに向けて様々な思いを巡らした。
内田慈（MAYDAY）
監督と相談しながら創り上げたこの映画の中に東京のパートとして関われたことはとても幸せだ。

## 主題歌
石野卓球 「Emergency Frequency」